# NGC 3799
NGC 3799 في الفهرس العام الجديد، هي مجرة، تقع في كوكبة الأسد. اكتشفت في 21 أبريل 1832 بواسطة جون هيرشل.

## روابط خارجية
- NGC 3799 على موقع ويكي سكاي: DSS2, SDSS, GALEX, IRAS, Hydrogen α, X-Ray, Astrophoto, Sky Map, Articles and images